# Winiary (Płock)
Winiary – osiedle Płocka usytuowane wokół Wojewódzkiego Szpitala Zespolonego w Płocku. Położone jest na zachodnim końcu miasta na wysokiej skarpie wiślanej, poniżej której płynie dopływ Wisły – rzeka Brzeźnica. Na osiedlu przeważa zabudowa domów jednorodzinnych.

## Historia
Nazwa Winiary pochodzi z X w. Wówczas na tych terenach znajdowały się liczne winnice należące do władców piastowskich rezydujących w Płocku.
Winiary były wsią królewską w starostwie płockim województwa płockiego w 1784 roku.
W latach 1867–1931 Winiary należały do gminy Brwilno, a w latach 1931–1954 do gminy Biała w powiecie płockim. W Królestwie Polskim przynależała do guberni warszawskiej, a w okresie międzywojennym do woj. warszawskiego. Tam, 20 października 1933 weszły w skład gromady Maszewo w granicach gminy Biała, składającej się ze wsi Maszewo i Winiary oraz folwarku Winiary.
Podczas II wojny światowej włączone do III Rzeszy. Po wojnie ponownie w Polsce. W związku z reorganizacją administracji wiejskiej (zniesienie gmin) jesienią Winiary (jako część gromady Maszewo) weszły w skład nowo utworzonej gromady Maszewo Duże w powiecie płockim.
31 grudnia 1961 Winiary wyłączono z gromady Maszewo Duże (którą równocześnie zniesiono), włączając je do Płocka

## Komunikacja
ul. Medyczna - dojazd autobusami linii:  2, 3, 10, 14, 19, 22, 26, 61, 105, N1.
ul. Szpitalna - dojazd autobusami linii: 26, 105.
ul. Traktowa - dojazd autobusem linii 26.
ul. Dobrzyńska - dojazd autobusami linii: 61, 100, 101, 102, 103, 104

## Ludność
| Rok     | 2000  | 2004  | 2005  |
| Ludność | 1 640 | 1 880 | 1 890 |